# Jacques Assanvo Ahiwa
Jacques Assanvo Ahiwa (Kuindjabo, 6 gennaio 1969) è un arcivescovo cattolico ivoriano, dal 25 luglio 2024 arcivescovo metropolita di Bouaké.

## Biografia
È nato il 6 gennaio 1969 a Kuindjabo, nell'arcidiocesi di Abidjan.

### Formazione e ministero sacerdotale
Dopo aver frequentato il seminario minore di Bouaké e quello maggiore di Anyama (arcidiocesi di Abidjan), è stato ordinato presbitero il 13 dicembre 1997 dal vescovo Paul Dacoury-Tabley.
Successivamente ha proseguito gli studi ecclesiastici, conseguendo dapprima un master in teologia biblica presso l'Université Catholique de l'Afrique de l'Ouest nel 2004 e poi un dottorato presso l'università di Strasburgo nel 2011.
Dal 2011 al 2018 è stato vicario generale della diocesi di Grand-Bassam.

### Ministero episcopale
Il 5 maggio 2020 papa Francesco lo ha nominato vescovo ausiliare di Bouaké, assegnandogli la sede titolare di Elefantaria di Mauritania. Ha ricevuto l'ordinazione episcopale il 3 ottobre seguente dall'arcivescovo Paolo Borgia, nunzio apostolico in Costa d'Avorio, co-consacranti i vescovi Paul Dacoury-Tabley e Raymond Ahoua, rispettivamente vescovo emerito e vescovo di Grand-Bassam.
Il 25 luglio 2024 lo stesso papa Francesco lo ha promosso arcivescovo metropolita di Bouaké, di cui era già stato nominato amministratore apostolico il 16 febbraio dello stesso anno, in seguito al decesso di Paul-Siméon Ahouanan Djro. Ha preso possesso dell'arcidiocesi il 14 settembre seguente.

## Genealogia episcopale
La genealogia episcopale è:
- Cardinale Scipione Rebiba
- Cardinale Giulio Antonio Santori
- Cardinale Girolamo Bernerio, O.P.
- Arcivescovo Galeazzo Sanvitale
- Cardinale Ludovico Ludovisi
- Cardinale Luigi Caetani
- Cardinale Ulderico Carpegna
- Cardinale Paluzzo Paluzzi Altieri degli Albertoni
- Papa Benedetto XIII
- Papa Benedetto XIV
- Papa Clemente XIII
- Cardinale Bernardino Giraud
- Cardinale Alessandro Mattei
- Cardinale Pietro Francesco Galleffi
- Cardinale Giacomo Filippo Fransoni
- Cardinale Carlo Sacconi
- Cardinale Edward Henry Howard
- Cardinale Mariano Rampolla del Tindaro
- Cardinale Antonio Vico
- Arcivescovo Filippo Cortesi
- Arcivescovo Zenobio Lorenzo Guilland
- Vescovo Anunciado Serafini
- Cardinale Antonio Quarracino
- Papa Francesco
- Arcivescovo Paolo Borgia
- Arcivescovo Jacques Assanvo Ahiwa

## Opere
- (FR) Jacques Assanvo Ahiwa, Jésus et la maladie dans l'évangile de Jean, Editions L'Harmattan, 2015, ISBN 978-2343038049.